# Nívar (kommunhuvudort)
Nívar är en kommunhuvudort i Spanien. Den ligger i provinsen Provincia de Granada och regionen Andalusien, i den södra delen av landet, 400 km söder om huvudstaden Madrid. Nívar ligger 1 034 meter över havet och antalet invånare är 658.
Terrängen runt Nívar är lite bergig. Runt Nívar är det tätbefolkat, med 636 invånare per kvadratkilometer. Närmaste större samhälle är Granada, 8,3 km söder om Nívar. Trakten runt Nívar består till största delen av jordbruksmark.